# Fennahsia matuta
Fennahsia matuta är en insektsart som först beskrevs av Ronald Gordon Fennah 1969.  Fennahsia matuta ingår i släktet Fennahsia och familjen Meenoplidae. Inga underarter finns listade i Catalogue of Life.